# Espín
En física, l'espín o spin és un moment angular intrínsec associat amb partícules microscòpiques. L'espín no està associat amb cap rotació interna de masses, sinó que és un fenomen que pertany a la mecànica quàntica, sense cap analogia en la mecànica clàssica, on el moment angular s'associa a la rotació d'un objecte extens. Les partícules elementals com l'electró poden tenir espín diferent de zero malgrat que es creu que és una partícula puntual que no té estructura interna.
Existeix una relació directa entre l'espín d'una partícula i l'estadística que es desprèn d'un sistema col·lectiu de moltes partícules. Aquesta relació, coneguda empíricament, és demostrable en la teoria quàntica de camps relativista.

## Història

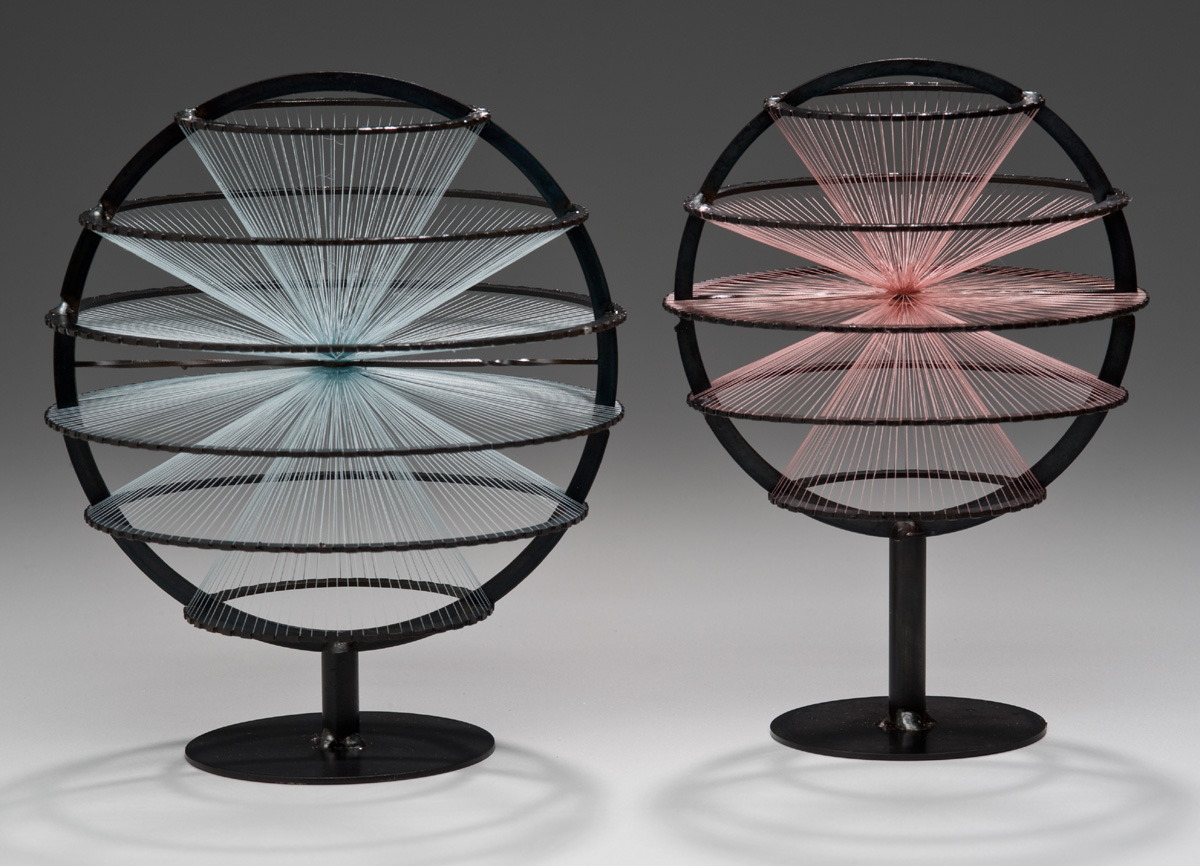
Representació artística de dos objectes, amb espín 5/2 i 2, respectivament.

El concepte d'espín fou introduït el 1925 per Ralph Kroning, i de manera independent per George Uhlenbeck i Samuel Goudsmit. El 1920, els químics analítics van arribar a la conclusió que, per a descriure els electrons en l'àtom, es requeria un nombre quàntic més dels que es podien identificar per analogia amb el model clàssic de l'àtom, anomenat l'espín de l'electró, relacionat amb el seu moment magnètic intrínsec.
Els dos físics, Goudsmit i Uhlenbeck, van descobrir que, tot i que la teoria quàntica de l'època no podia explicar algunes propietats dels espectres atòmics, afegint un nombre quàntic addicional, l'espín, s'assolia donar una explicació més completa dels espectres atòmics. Aviat, el concepte d'espín es va ampliar a totes les partícules subatòmiques, inclosos els protons, els neutrons i les antipartícules.

## Propietats de l'espín
Com a propietat mecanoquàntica, l'espín presenta una sèrie de qualitats que el distingeixen del moment angular clàssic:
- En primer lloc, el valor d'espín està quantitzat, cosa que significa que no poden trobar-se partícules amb qualsevol valor de l'espín, sinó que l'espín d'una partícula sempre és un múltiple enter de {\displaystyle \hbar /2} (en què {\displaystyle \hbar } és la constant de Planck dividida entre {\displaystyle 2\pi }, també anomenada constant de Dirac).
- En segon lloc, quan es realitza un mesurament de l'espín en diferents direccions, només existeixen dos possibles valors iguals i de signe contrari, que són les seves possibles projeccions sobre una direcció predeterminada. Per exemple, la projecció del moment angular d'espín d'un electró, si es mesura en una direcció particular donada per un camp magnètic extern, pot resultar únicament en els valors {\displaystyle \hbar /2} o bé {\displaystyle -\hbar /2}.
- En tercer lloc, la magnitud de l'espín, independentment de la direcció, és única per a cada tipus de partícula elemental. Per als electrons, els protons i els neutrons, aquesta magnitud és, en unitats de {\displaystyle \hbar \cdot {\sqrt {s(s+1)}}}, i és {\displaystyle s=1/2\,}. Això contrasta amb el cas clàssic en què el moment angular d'un cos al voltant del seu eix pot assumir diferents valors segons la rotació sigui més ràpida o menys.

## Teorema espín-estadística
Una altra propietat fonamental de les partícules quàntiques és que semblen existir-ne només dos tipus anomenats fermions i bosons; els primers segueixen l'estadística de Fermi-Dirac i els segons l'estadística de Bose-Einstein. Això implica que els agregats de fermions idèntics estan descrits per funcions d'ona totalment antisimètriques mentre que els bosons idèntics venen descrits per funcions d'ona totalment simètriques. Curiosament, hi ha una connexió entre el tipus d'estadística que segueixen les partícules i el seu espín. Els fermions tenen espins semienters i els bosons enters: 

{\displaystyle s_{F}=\left(n+{\frac {1}{2}}\right)\cdot \hbar \qquad s_{B}=m\cdot \hbar }

En què n i m són nombres enters no negatius (nombres naturals) que depenen del tipus de partícules. Els electrons, neutrons i protons són fermions d'espín {\displaystyle \hbar /2} mentre que els fotons tenen espín {\displaystyle \hbar }. Algunes partícules exòtiques com el pió tenen espín nul. Els principis de la mecànica quàntica indiquen que els valors de l'espín es limiten a múltiples enters o semienters de {\displaystyle \hbar }, almenys sota condicions estàndard.

## Tractament matemàtic de l'espín
En mecànica quàntica, l'espín (d'una partícula d'espín s) es representa com un operador sobre un espai de Hilbert de dimensió finita, de dimensió 2s+1. Aquest operador vectorial ve donat per: 

{\displaystyle \left(\sigma _{x}{\hat {x}}+\sigma _{y}{\hat {y}}+\sigma _{z}{\hat {z}}\right)}

i és {\displaystyle \sigma _{i}} les matrius de Pauli (o alguna altra base que generi l'àlgebra de Lie la seva (2)).
El procés de mesurament de l'espín mitjançant l'operador {\displaystyle S} es fa de la forma següent: {\displaystyle S|\phi \rangle =\left(S_{x}+S_{y}+S_{z}\right)|\phi \rangle }
en què els operadors venen donats per les matrius de Pauli. Aquestes s'escriuen en funció de la base comuna proporcionada pels autovectors de {\displaystyle S_{z}}.
La base en {\displaystyle {\tilde {z}}} es defineix per a una partícula (el cas més senzill {\displaystyle s=1/2}) que té l'espín amb projecció en la direcció z (en coordenades cartesianes); hi ha dos autoestats de S. S'assignen vectors als espins com segueix: 
{\displaystyle |{\uparrow }\rangle =\left\vert {m=+{\frac {1}{2}}}\right\rangle ={\begin{bmatrix}1\\0\end{bmatrix}}}
{\displaystyle |{\downarrow }\rangle =\left\vert {m=-{\frac {1}{2}}}\right\rangle ={\begin{bmatrix}0\\1\end{bmatrix}}}
Llavors, l'operador corresponent en aquesta representació serà: 
{\displaystyle S_{z}={\frac {\hbar }{2}}\sigma _{z}={\frac {\hbar }{2}}{\begin{pmatrix}1&0\\0&-1\end{pmatrix}}}
Per a partícules d'espín superior, la forma concreta de les matrius canvia. Així, per a partícules d'espín s, les matrius que representen matemàticament l'espín són matrius quadrades de 2s+1 x 2s+1.

## Espín i moment magnètic
Les partícules amb espín presenten un moment magnètic, recordant un cos carregat elèctricament en rotació (d'aquí l'origen del terme: espín, en anglès, significa 'girar'). L'analogia es perd en veure que el moment magnètic d'espín existeix per a partícules sense càrrega, com el fotó. El ferromagnetisme sorgeix de l'alineament dels espins (i, ocasionalment, dels moments magnètics orbitals) en un sòlid.

## Relació amb la rotació clàssica
Els primers models de l'espí de l'electró imaginaven una massa carregada en rotació, però aquest model falla quan s'examina detalladament: la distribució espacial requerida no coincideix amb els límits del radi de l'electró: la velocitat de rotació requerida supera la velocitat de la llum. En el Model estàndard, les partícules fonamentals es consideren totes. "puntuals": tenen els seus efectes a través del camp que les envolta. Qualsevol model per a l'espí basat en la rotació de la massa hauria de ser coherent amb aquest model.
L'anàleg clàssic de l'espí quàntic és una circulació d'energia o densitat de moment al camp ondulatori de la partícula: “l'espí és essencialment una propietat ondulatòria". Aquest mateix concepte d'espín es pot aplicar a les ones gravitatòries a l'aigua: "l'espín es genera pel moviment circular de sublongitud d'ona de les partícules d'aigua".
L'espín del fotó és la descripció quàntico-mecànica de la polarització de la llum, on espín+1 i espín-1 representen dues adreces oposades de polarització circular. Així doncs, la llum d'una polarització circular definida consisteix en fotons amb el mateix espín, ja sigui tots +1 o tots -1. L'espí també representa la polarització per a altres bosons vectorials.

## Relació amb el moment angular orbital
Com el seu nom indica, l'espí es va concebre originalment com la rotació d'una partícula al voltant d'algun eix. Històricament, moment angular orbital està relacionat amb les òrbites de les partícules.:131 Mentres que els noms basats en models mecànics han sobreviscut, l'explicació física no ho ha fet. La quantització altera fonamentalment el caràcter tant de l'espín com del moment angular orbital.
Com que les partícules elementals són puntuals, la seva autorrotació no està ben definida. Tot i això, l'espí implica que la fase de la partícula depèn de l'angle com {\displaystyle e^{iS\theta }}, per a rotació d'angle θ al voltant de l'eix paral·lel a l'espí S. Això és equivalent a la interpretació quàntico-mecànica del moment com a dependència de fase en la posició, i del moment angular orbital com a dependència de fase en la posició angular.
Pels fermions, la imatge és menys clara. La velocitat angular és igual pel teorema d'Ehrenfest a la derivada del Hamiltonià al seu moment conjugat, que és l'operador de moment angular total. J = L' + S. Per tant, si el Hamiltonià H depèn de l'espín S, dH/dS és diferent de zero, i l'espín causa velocitat angular i, per tant, rotació real, és a dir, un canvi en la relació fase-angle al llarg del temps. Tanmateix, si això és vàlid per a l'electró lliure és ambigu, ja que per a un electró, S2 és constant i, per tant, és una qüestió d'interpretació si el Hamiltonià inclou aquest terme. No obstant això, l'espí apareix a l'equació de Dirac i, per tant, l'Hamiltonià relativista de l'electró, tractat com un camp de Dirac, pot interpretar-se com que inclou una dependència a l'espí S. Sota aquesta interpretació, els electrons lliures també s'auto-giren, entenent-se l'efecte zitterbewegung com aquesta rotació.

## Nombre quàntic
L'espín obeeix a les lleis matemàtiques de quantització del moment angular. Les propietats específiques dels moments angulars d'espí inclouen:
- Els nombres quàntics d'espín poden prendre valors semienters.
- Encara que la direcció del vostre espín es pot canviar, la magnitud de l'espín d'una partícula elemental no es pot canviar.
- L'espín d'una partícula carregada està associat a un moment de dipol magnètic amb un factor g que difereix d'1 (en el context clàssic, això implicaria les distribucions internes de càrrega i massa diferents per a un objecte giratori).[7]

La definició convencional del nombre quàntic d'espín és s = n2, on n pot ser qualsevol enter no negatiu. Per tant, els valors permesos de s són 0, 12, 1, 32, 2, etc. El valor de s per a una partícula elemental depèn només del tipus de partícula i no pot ser alterat de cap manera coneguda (en contrast amb la direcció d'espín descrita més endavant). El moment angular d'espín S de qualsevol sistema físic està quantitzat. Els valors permesos de S són
{\displaystyle S=\hbar \,{\sqrt {s(s+1)}}={\frac {h}{2\pi }}\,{\sqrt {{\frac {n}{2}}{\frac {(n+2)}{2}}}}={\frac {h}{4\pi }}\,{\sqrt {n(n+2)}},}
on h és la constant de Planck, i {\textstyle \hbar ={\frac {h}{2\pi }}} és la constant reduïda de Planck. En canvi, el moment angular orbital només pot prendre valors enters de s; és a dir, valors parells de n.

## Aplicacions en les noves tecnologies o en tecnologies futures

### Magnetoresistència i làser
Actualment, la microelectrònica troba aplicacions a certes propietats o efectes derivats de la naturalesa de l'espín, com és el cas de la magnetoresistència (MR) o la magnetoresistència gegant (MRG), que s'aprofita en els discs durs.
Es pot veure el funcionament dels làser com una altra aplicació de les propietats de l'espín. En el cas dels bosons, es pot forçar un sistema de bosons a posicionar-se en el mateix estat quàntic. Aquest és el principi fonamental del funcionament d'un làser, en el qual els fotons, partícules d'espín enter, es disposen en el mateix estat quàntic i produeixen trens d'ona en fase.

### Espintrònica i computació quàntica
L'ús, present i futur, de tecnologia que aprofita propietats específiques dels espins o que busca la manipulació d'espins individuals per a anar més enllà de les actuals capacitats de l'electrònica es coneix com a espintrònica.
També es pensa en la possibilitat d'aprofitar les propietats de l'espín per a futures computadores quàntiques, en les quals l'espín d'un sistema aïllat pugui servir com a qubit o bit quàntic.